# Willem Cobben
Mons. Willem Petrus Bartholomaeus Cobben (29. června 1897, Sittard – 27. ledna 1985, Sittard) byl nizozemský římskokatolický kněz, biskup Helsinek a člen Misionářů Nejsvětějšího Srdce Ježíšova.

## Život
Narodil se 29. června 1897 v Sittardu. Po ukončení teologických studií přijal dne 19. dubna 1924 kněžské svěcení. Po vysvěcení působil jako farář v Turku (Finsko) kde misie prováděli Misionáři Nejsvětějšího Srdce Ježíšova, ke kterým také vstoupil.
Dne 19. prosince 1933 jej papež Pius XI. jmenoval apoštolským vikářem Finska a titulárním biskupem z Amathusu v Palestině. Biskupské svěcení přijal 19. března 1934 z rukou biskupa Pietera Adriaana Willema Hopmanse a spolusvětiteli byli biskup Arnold Frans Diepen a biskup Jozef Hubert Willem Lemmens.
Dne 25. února 1955 byl vikariát povýšen na diecézi a on se stal jejím prvním biskupem. Tutu funkci vykonával do 29. června 1967 kdy byl přeložen do diecéze Cáchy a jmenován titulárním biskupem z Tamagristy.
Dne 18. září 1976 rezignoval na funkci titulárního biskupa z Tamagristy.
Dne 19. března 1984 oslavil ve Willichu výročí 50 let od svého biskupského svěcení a za měsíc 19. dubna 60 let od kněžského svěcení. Brzo nato se odstěhoval zpět do svého rodného města.
Zemřel 27. ledna 1985